# Витт, Генрих де

Немецкая слобода в конце XVII века. С гравюры Генриха де Витта. Первая половина листа

Немецкая слобода в конце XVII века. С гравюры Генриха де Витта. Вторая половина листа

Генрих де Витт (нидерл. Hendrick De Witt); 1671 — 26 марта 1716) — голландский гравёр крепкой водкой и резцом на службе у Петра I.
Из записей Оружейной палаты видно, что он состоял на службе российского императорского двора уже в 1709 году.
В 1711 году ему были выплачены деньги за изготовление 50 клейм для гербовой бумаги.

## Избранные работы
1. «Perspective domus prope Moscoviam sitae domini comitis S.S. J. Golowini». Огромный вид Головинского дворца с прилегающими к нему частями города Москвы, на двух листах, и верх с надписью, особо на двух полулистах. На одном из домов, на вывеске, подпись гравера: «H. De Witt». — Полные экземпляры чрезвычайно редки. — Синод. Архив. — Эрмитаж. — Две нижние доски и верхняя левая находятся в Главном штабе; к ним была приделана посредством фотолитографии верхняя правая доска и в таком, полном виде, эта картина помещена в «Материалах для Русской иконографии» Д. А. Ровинского.
2. Тот же вид в малом размере; 4°; без имени гравёра.
3. «Осада Риги»: «В Санкт-Петербурге. Грыдоровал Генрих де Вить» (в Марсовой книге).
4. «Торжественной ввод в Санкт-Питербурх взятой Швецкой эскадры с их командиром Шаутбейнахтом Ериншилтом в 9 день сентября 1714» — (и объяснение эстампа) | видел и рисовал Питер Пикард, грыдоровал иноземец Гендрих Девит".
5. В Артиллерии Бруника, № 21: «H. de Witt».
6. Там же, доска с ядрами и бомбами: «De Witt».

В собрании князя Белосельского-Белозерского было три гравюры с монограммой: D.W. — d. W.:
- «Спас Эммануил»; 4.3½ х 3.3
- «Моление о чаше»; 5.9 х 4.9 (Р. Н.К. II. 393).
- «Богоматерь в сиянии» по грудь; 4.4 x 3.4. Все плохой работы, тушеваны в одну черту, на манер Меллана. Предположительно, эти картинки гравированы тем же Де Витом.